# Ступницькі Кути
Ступницькі Кути (хорв. Stupnički Kuti) — населений пункт у Хорватії, в Бродсько-Посавській жупанії у складі громади Бебрина.

## Населення
Населення за даними перепису 2011 року становило 384 осіб.
Динаміка чисельності населення поселення:

## Клімат
Середня річна температура становить 11,27 °C, середня максимальна – 26,18 °C, а середня мінімальна – -6,43 °C. Середня річна кількість опадів – 810 мм.
| Клімат поселення                              | Клімат поселення | Клімат поселення | Клімат поселення | Клімат поселення | Клімат поселення | Клімат поселення | Клімат поселення | Клімат поселення | Клімат поселення | Клімат поселення | Клімат поселення | Клімат поселення | Клімат поселення |
| Показник                                      | Січ.             | Лют.             | Бер.             | Квіт.            | Трав.            | Черв.            | Лип.             | Серп.            | Вер.             | Жовт.            | Лист.            | Груд.            |                  |
| Середній максимум, °C                         | 6,32             | 8,74             | 13,39            | 17,99            | 23,12            | 26,18            | 25,90            | 25,05            | 21,12            | 15,80            | 10,00            | 5,90             |                  |
| Середня температура, °C                       | −0,08            | 2,40             | 7,00             | 11,60            | 16,74            | 19,80            | 21,59            | 20,70            | 16,80            | 11,50            | 5,69             | 1,54             |                  |
| Середній мінімум, °C                          | −6,43            | −4               | 0,62             | 5,22             | 10,38            | 13,42            | 17,24            | 16,40            | 12,50            | 7,20             | 1,32             | −2,8             |                  |
| Норма опадів, мм                              | 52               | 52               | 50               | 61               | 74               | 98               | 71               | 66               | 58               | 76               | 84               | 68               |                  |
| Середньомісячна швидкість вітру, м/с          | 1.60             | 1.90             | 2.20             | 2.14             | 1.90             | 1.80             | 1.79             | 1.60             | 1.53             | 1.55             | 1.60             | 1.70             |                  |
| Середньомісячна сонячна радіація, кДж/м²·день | 4297             | 7046             | 10988            | 15395            | 19330            | 21452            | 22556            | 20584            | 15019            | 9192             | 4880             | 3603             |                  |
| --------------------------------------------- | ---------------- | ---------------- | ---------------- | ---------------- | ---------------- | ---------------- | ---------------- | ---------------- | ---------------- | ---------------- | ---------------- | ---------------- | ---------------- |
| Джерело:                                      |                  |                  |                  |                  |                  |                  |                  |                  |                  |                  |                  |                  |                  |